# Sean Mannion
Sean Mannion (San José, 23 aprile 1992) è un allenatore di football americano ed ex giocatore di football americano statunitense che ha militato nel ruolo di quarterback nella National Football League (NFL).

## Carriera

### St. Louis/Los Angeles Rams
Dopo avere giocato al college a football all'Università statale dell'Oregon dove stabilì i record della Pac-12 Conference per yard passate in una stagione e in carriera, Mannion fu scelto nel corso del terzo giro (89º assoluto) del Draft NFL 2015 dai St. Louis Rams. Debuttò come professionista subentrando nella gara del dodicesimo turno contro i Cincinnati Bengals, completando sei passaggi su sette tentativi per 31 yard. Quella fu l'unica presenza della sua stagione da rookie.
Nell'ultimo turno della stagione 2017, con i Rams già sicuri del titolo di division, Mannion fu schierato come partente al posto del quarterback titolare Jared Goff per la prima volta in carriera. Nella sconfitta contro i San Francisco 49ers completò 20 passaggi su 34 tentativi per 169 yard e perse un fumble.

### Minnesota Vikings (1° periodo)
Il 7 aprile 2019 Mannion firmò con i Minnesota Vikings. Con la squadra già sicura di un posto nei playoff nell'ultimo della stagione partì come titolare al posto di Kirk Cousins nella sconfitta contro i Chicago Bears in cui subì due intercetti.

### Seattle Seahawks (1° periodo)
Il 31 luglio 2021 Mannion firmò con i Seattle Seahawks, venendo però svincolato il 1º settembre 2021.

### Minnesota Vikings (2° periodo)
Il 2 settembre 2021 Mannion firmò per la squadra di allenamento dei Vikings. Il 21 settembre Mannion fu promosso nel roster attivo e poi nominato titolare per la gara del diciassettesimo turno contro i Green Bay Packers quando Kirk Cousins fu fermato perché trovato positivo al COVID-19. Nella gara Mannion lanciò il suo primo touchdown in carriera con un passaggio di 21 yard a K.J. Osborn.
Il 22 marzo 2022 Mannion rifirmò con i Vikings.
Il 30 agosto 2022 Mannion non rientrò nel roster attivo iniziale dei Vikings e fu svincolato.

### Seattle Seahawks (2° periodo)
Il 1º settembre 2022 Mannion firmò con la squadra di allenamento dei Seahawks. Mannion passò l'intera stagione 2022 nella squadra di allenamento, venendo quindi svincolato al termine dell'annata, il 14 gennaio 2023.

### Minnesota Vikings (3° periodo)
L'11 ottobre 2023 Mannion firmò con la squadra di allenamento dei Vikings. Fu svincolato il 28 novembre 2023.

### Seattle Seahawks (3° periodo)
L'8 dicembre 2023 Mannion firmò con la squadra di allenamento dei Seahawks. Il suo contratto terminò al termine della stagione, il 7 gennaio 2024.

### Ritiro e inizio carriera da allenatore
Il 3 febbraio 2024 Mannion annunciò il suo ritiro dal football professionistico e l'inizio della sua carriera da allenatore, aggregandosi come assistente dell'attacco dei Green Bay Packers.

## Palmarès

### Franchigia
- National Football Conference Championship: 1

Los Angeles Rams: 2018